# 木村武彦
木村 武彦（きむら たけひこ、1941年1月3日 - 2017年7月2日）は、愛知県名古屋市出身の実業家。元ビデオリサーチ代表取締役社長。

## 略歴
- 1941年 -  愛知県名古屋市生まれ
- 1959年 -  愛知県立松蔭高等学校卒業[1]
- 1964年 -  高崎経済大学経済学部卒業
- 1964年 -  電通入社
- 1993年 -  同、東京本社築地第四営業局長
- 1994年 -  同、東京本社第9営業局長
- 1997年 -  同、取締役就任
- 1999年 -  同、取締役退任、上席常務執行役員
- 2002年 -  同、常務取締役就任
- 2004年 -  同、専務取締役
- 2006年6月23日- ビデオリサーチ代表取締役社長（第8代）就任[2]
- 2009年6月19日 -  ビデオリサーチ特別顧問[2]
- 2017年7月2日 -  慢性呼吸不全のため死去[3][4]。76歳没。